# Chris Ackerman
Christiaan Reinhold (Chris) Ackerman (Weesperkarspel, 27 november 1919 – 31 augustus 2011) was een Nederlands voetballer.

## Biografie
Chris Ackerman was de oudste zoon van Reinhold Otto Ackerman en Martina Hendrika Vos. Hij trouwde op 19 april 1945 met Gesina Petronella Ikelaar en had twee kinderen.
In 1934 werd hij adspirant-lid van de AFC Ajax. Hij speelde van 1940 tot 1946 bij Ajax als rechtsbinnen en linksbinnen. Van zijn debuut in het kampioenschap op 22 september 1940 tegen CVV tot zijn laatste wedstrijd op 27 oktober 1946 tegen DWS speelde Ackerman in totaal 28 wedstrijden en scoorde 12 doelpunten in het eerste elftal van Ajax. Op 27 september 1942 scoorde hij een doelpunt tijdens een met 2-3 verloren kampioenschap-wedstrijd in de Klassieker tegen Feyenoord. Na een periode in Ajax vertrok hij naar SDW.
Zijn zoon Johan Cornelis (John) Ackerman speelde voor SDW, De Spartaan en AFC.
Hij overleed op 31 augustus 2011 op 91-jarige leeftijd.

## Statistieken
| Club  | Seizoen | Competitie | Competitie | Beker | Beker | Totaal | Totaal |
| Club  | Seizoen | Wed.       | Dlp.       | Wed.  | Dlp.  | Wed.   | Dlp.   |
| ----- | ------- | ---------- | ---------- | ----- | ----- | ------ | ------ |
| Ajax  | 1940/41 | 8          | 4          | -     | -     | 8      | 4      |
| Ajax  | 1941/42 | 3          | 1          | -     | -     | 3      | 1      |
| Ajax  | 1942/43 | 6          | 3          | ?     | ?     | 6      | 3      |
| Ajax  | 1945/46 | 6          | 1          | ?     | ?     | 6      | 1      |
| Ajax  | 1946/47 | 5          | 3          | -     | -     | 5      | 3      |
| Total | Total   | 28         | 12         | ?     | ?     | 28     | 12     |